# Adam Yauch

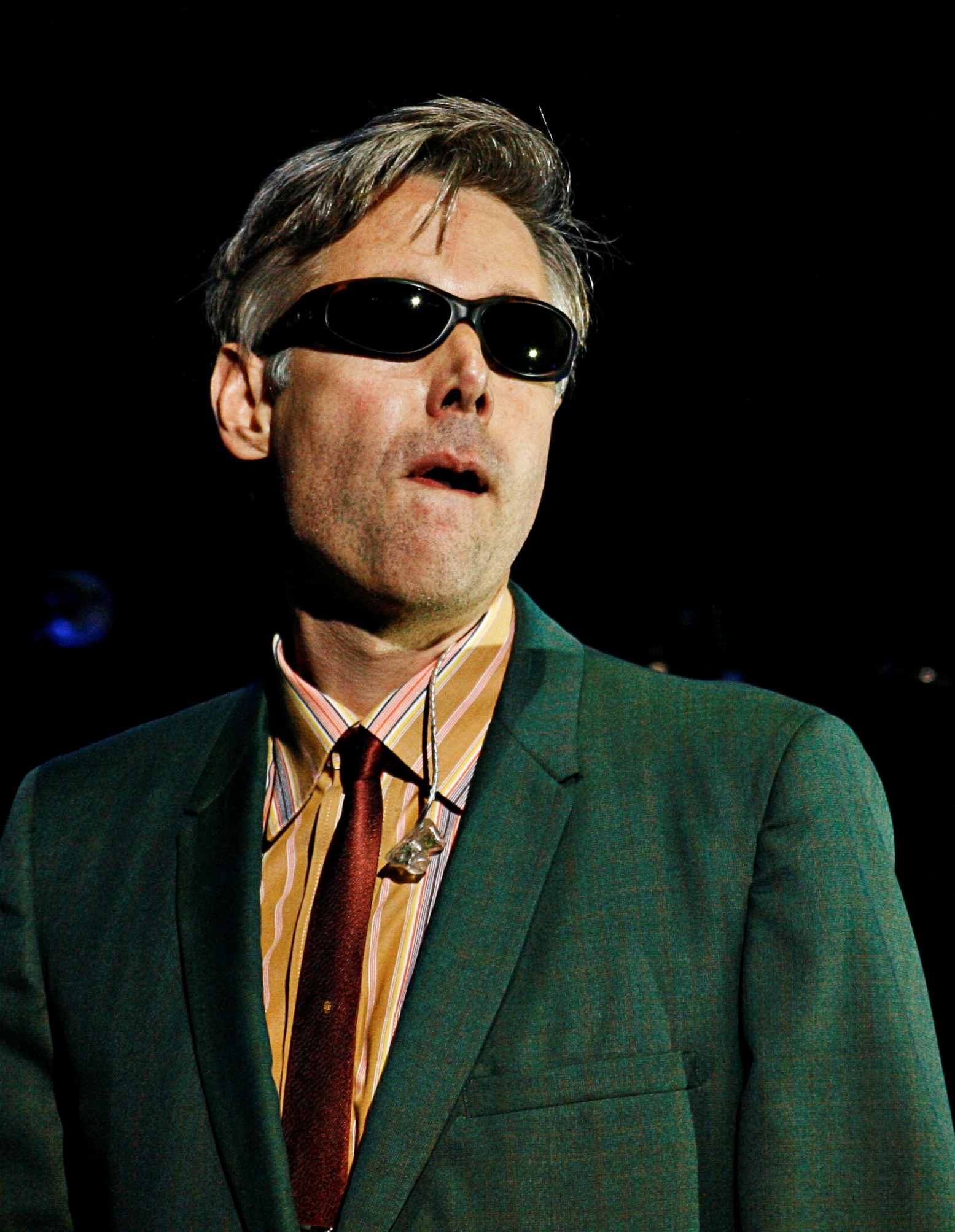
Adam Yauch (2007)

Adam Nathaniel Yauch (* 5. August 1964 in New York City; † 4. Mai 2012 ebenda) war ein US-amerikanischer Musiker, Rapper und Musikproduzent, der vor allem als Gründungsmitglied der Hip-Hop-Gruppe Beastie Boys unter dem Pseudonym MCA bekannt wurde.

## Leben
Yauch wurde 1964 im New Yorker Stadtteil Brooklyn als Sohn von Frances und Noel Yauch geboren. In der Highschool brachte er sich selbst das Bassspielen bei. Nach der Schule besuchte er das New Yorker Bard College, das er nach zwei Jahren verließ. 1981 gründete er mit Michael Diamond (Mike D), John Berry und Kate Schellenbach die Beastie Boys, welche zunächst Hardcore Punk produzierten. Mit der Veröffentlichung ihres Debütalbums Licensed to Ill (1986) und der darauffolgenden Tournee mit der Hip-Hop-Gruppe Run-D.M.C. gelang der Band der Durchbruch. Mit über 40 Millionen verkauften Tonträgern und vier Nummer-1-Alben in den USA zählen die Beastie Boys zu den erfolgreichsten Hip-Hop-Bands. Unter dem Pseudonym Nathaniel Hörnblowér führte Yauch bei zahlreichen Musikvideos der Gruppe auch Regie, so z. B. bei So What’cha Want, Intergalactic, Body Movin und Ch-Check It Out.
Ab 1992 interessierte Yauch sich für Buddhismus, von 1996 an war er praktizierender Buddhist. Im selben Jahr gründete er gemeinsam mit Erin Potts den Milarepa Fund, der das International Tibet Independence Movement unterstützte und 1996 mit dem in San Francisco durchgeführten Tibetan Freedom Concert vor 100.000 Zuschauern eines der größten Benefizkonzerte seit Live Aid organisierte.

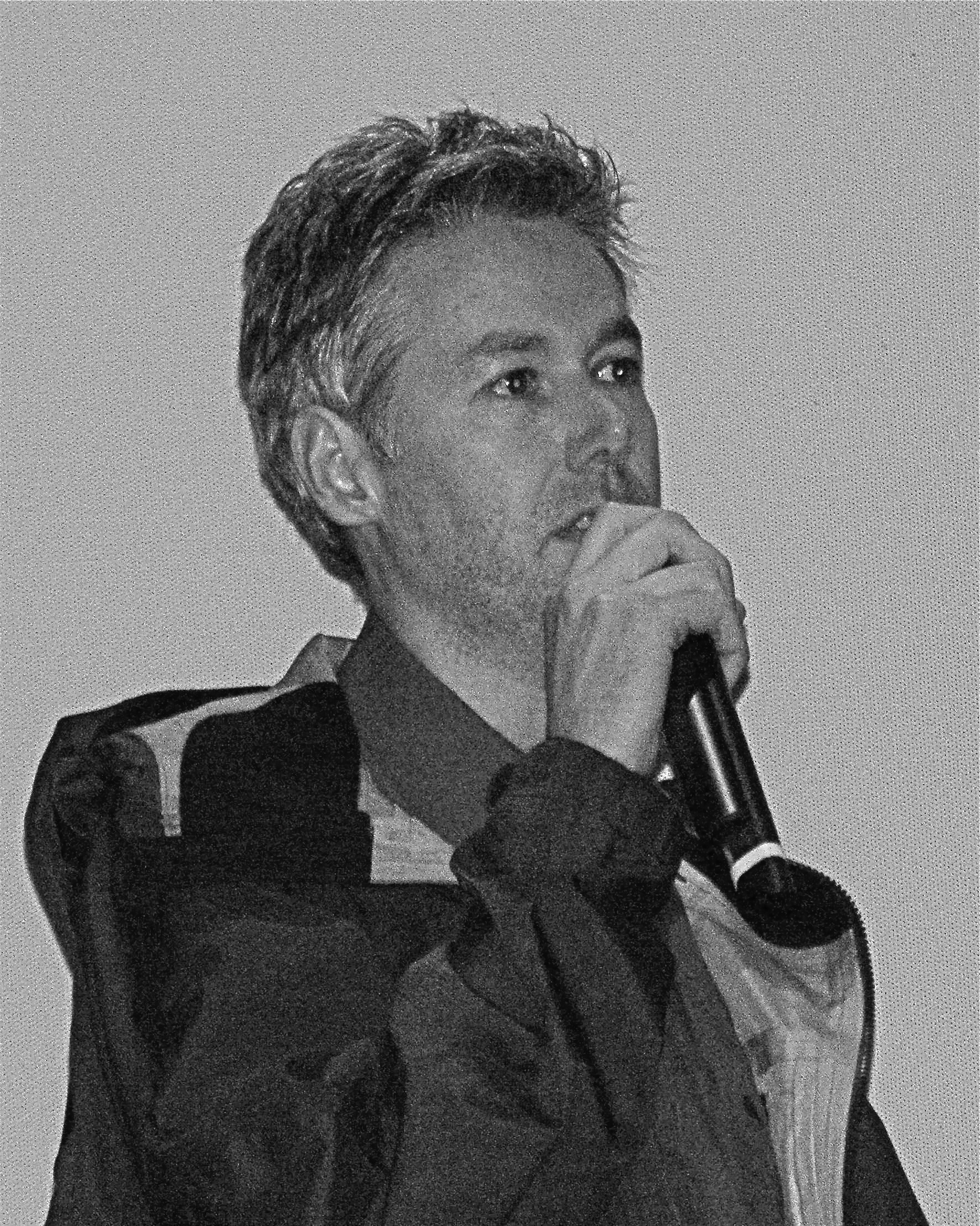
Adam Yauch (2008)

Im Jahr 2002 gründete Yauch die Filmfirma Oscilloscope Laboratories. Das Unternehmen produzierte unter anderem den Konzertfilm Awesome; I Fuckin’ Shot That! (2006) und die Basketball-Dokumentation Gunnin’ for That #1 Spot (2008). Außerdem ist Yauchs Firma als Verleih für Independentfilme wie Kelly Reichardts Wendy and Lucy (2008) und Meek’s Cutoff (2010), Oren Movermans The Messenger – Die letzte Nachricht (2009), Banksys Streetart-Dokumentation Exit Through the Gift Shop (2010) und Lynne Ramsays We Need to Talk About Kevin (2011) tätig.
Im Juli 2009 wurde bei Yauch Ohrspeicheldrüsenkrebs diagnostiziert, infolge dessen die Veröffentlichung des Albums Hot Sauce Committee Part 1 verschoben und bereits geplante Auftritte abgesagt wurden. Nach einer zwischenzeitlichen Hoffnung, dass er den Krebs besiegt habe, verschlechterte sich sein Gesundheitszustand wieder. An der Zeremonie zur Aufnahme der Band in die Rock and Roll Hall of Fame im April 2012 konnte Yauch nicht mehr teilnehmen.
Am 4. Mai 2012 starb Yauch im Alter von 47 Jahren im NewYork-Presbyterian Hospital in Manhattan. Er hinterließ seine Frau und eine Tochter (* 1998).
2013 wurde ihm ein Park in Brooklyn gewidmet, in dem er als Kind gespielt hatte.

## Als Regisseur
- 2011: Fight For Your Right Revisited, Jubiläumssequel zum gleichnamigen Musikvideo von 1986, USA.
- 2006: A Day in the Life of Nathaniel Hörnblowér, Mockumentary, USA. (Der halbstündige Film schildert den Alltag von Yauchs fiktivem Alter Ego Nathaniel Hornblower.)
- 2004: Awesome; I Fuckin’ Shot That! (An Authorized Bootleg), Konzertfilm, USA.
- 2000: Intergalactic, Body Movin und Three MC's & One DJ Musikvideos der Beastie Boys, Regie unter dem Pseudonym Nathanial Hörnblowér.[10]